# Cá mũ vua
Nematobrycon palmeri là một loài cá được tìm thấy ở các suối và sông ở phía tây Colombia bao gồm sông Atrata và sông San Juan. Chúng có vây mờ và bộ đuôi như chiếc vương miện của vua chúa thời xưa, do đó chúng được gọi tên là cá Mũ Vua.
Loài này được nuôi làm cá cảnh. Thân dài đến 7,5 cm. Nó ưa thích độ pH 6,5 và độ cứng 50–100 mg/l và nhiệt độ 23-27 C. Nó không bơi thành bầy như các loài khác trong họ. Loài cá này là loài ăn tạp, ăn cả thực vật và động vật. Loài cá này dị hình giới tính cao.

## Hình ảnh

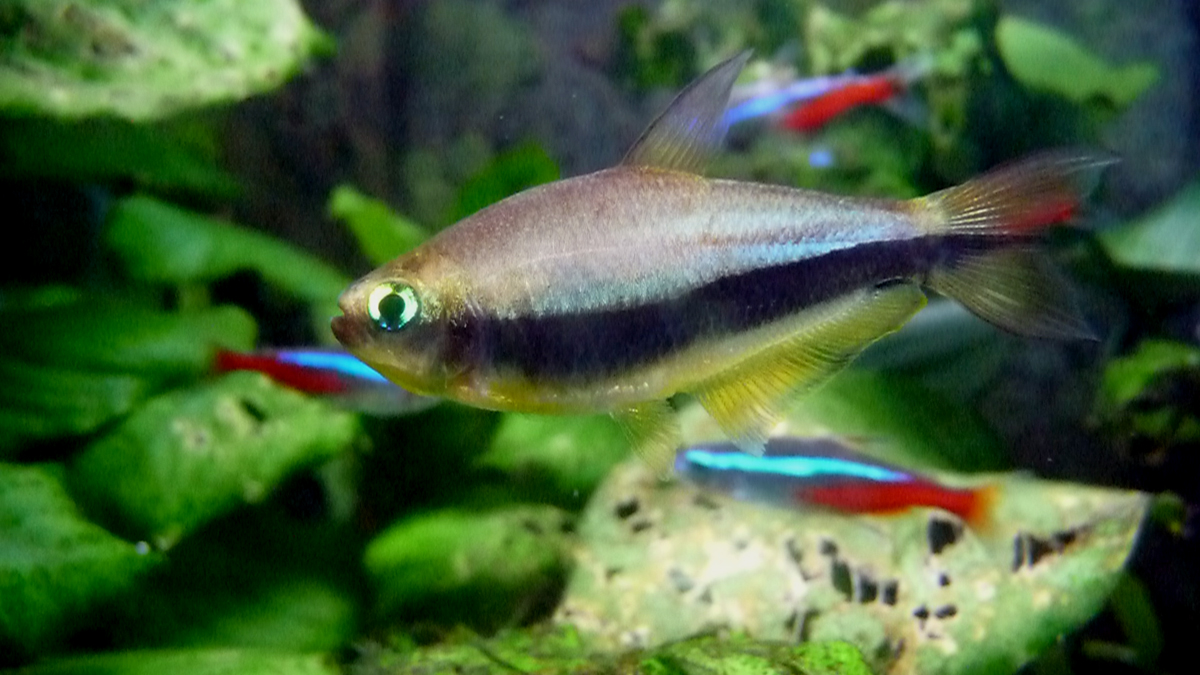
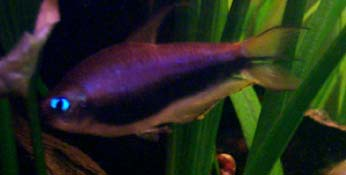